# La Grande Mademoiselle
Anna Maria Lluïsa d'Orleans, dita «La Grande Mademoiselle» o sigui «La Gran Senyoreta» (també apareix com La Grande Mademoiselle o Anna Maria Lluïsa de Montpensier (29 de maig de 1627 -5 d'abril de 1693) fou una princesa de la sang, neta d'Enric IV de França, ja que era filla de Gastó d'Orleans (fill d'Enric IV) i de Maria de Montpensier, duquessa de Montpensier; fou cosina germana de Lluís XIV. Els seus títols es detallen més avall.

## Orígens i sobrenoms
La història la designa amb el títol de "La Gran Mademoiselle" («La Gran Senyoreta»), que va derivar del seu pare, Gastó de França (1608-1660), qui va ser un Monsieur com a germà menor del rei Lluís XIII, i després «Le grand Monsieur» ("El gran home") quan fou necessari distingir-lo de Felip, germà petit de Lluís XIV, anomenat «Le petit Monsieur» ("el petit Senyor"); per això, la seva filla es va convertir en" La Gran Senyoreta" (la filla del Gran Senyor).
El títol principal que portava era el de duquessa de Montpensier que venia de la seva mare, Maria de Borbó, duquessa de Montpensier de la que procedia el seu ric heretatge com única hereva d'una branca jove dels Borbons. S'ha dit que la Gran senyoreta era la princesa més rica i de més èxit a Europa. La seva signatura era "Anne marie louise dorléans".

## Matrimonis infantils i avortats
En néixer, es va trobar convertida en la més rica hereva del regne de França; la seva mare va morir en donar a llum. En les seves memòries, s'indigna de l'opinió que "les grans possessions que la seva mare va deixar a la seva mort podrien molt bé consolar-la de la seva pèrdua", cosa que ella nega.
Casat en contra de la seva voluntat perquè les fortunes dels Montpensier s'atribuïssin a la família reial i potser gelós de la riquesa de la seva filla, el seu pare, Gastó d'Orleans li va mostrar poc afecte. Es va tornar a casar el 1632 per amor, amb Margarida de Lorena, sense el consentiment del rei. Per tant, la nova duquessa d'Orleans va viure més de deu anys a l'exili a Brussel·les amb la reina mare Maria de Mèdici - també a l'exili -, mentre Gastó complotava contra el poder reial i el representant d'aquest, el cardenal Richelieu. Anna Maria Lluïsa no fou autoritzada a ser presentada al seu oncle el rei Lluís XIII fins després de la mort del cardenal, i poc abans de la mort del mateix rei (1643).
Quant a la seva madrastra Margarida, pietosa i gentil, Anna Maria Lluïsa immediatament va mostrar disgust, però dona el seu afecte a les seves germanastres, mentre que la seva immensa fortuna atrau els partits més brillants d'Europa. Malgrat el seu físic més aviat poc afortunat, li van oferir molts projectes de matrimoni i un nombre important de prínceps i reis, però tots fallaven a causa de la seva voluminosa fortuna, del seu pare i el seu cosí el rei que estaven gelosos i de l'alta opinió que ella mateixa tenia del seu rang. El seu cosí Lluís XIV, que tenia onze anys menys, li hauria convingut, però Giulio Raimondo Mazzarino va fer tot el possible per oposar-se a aquesta unió, guanyant-se l'enemistat de la duquessa.

## La Fronda
Anna Maria Lluïsa es va unir al seu pare en el clan dels frondistes contra el poder real. El 27 de març de 1652 va entrar a Orleans amenaçada per les tropes reals. Però aquesta brillant acció no va impedir l'avanç dels exèrcits de Turena després de la batalla de Bléneau. El 2 de juliol de 1652, durant la batalla de Faubourg Saint-Antoine, va fer disparar els canons de la Bastilla contra les tropes reials per salvar el seu cosí el príncep de Condé, amb el qual també nodria projectes matrimonials. Aquests dos episodis van arruïnar la seva reputació i el favor reial: el rei la va enviar a l'exili tres anys a Borgonya.

## Exili i aventura amorosa
A la seva terra a Saint-Fargeau, des 1652-1657, es va embarcar en l'escriptura de les memòries que continua escrivint després al castell d'Eu (Sena Marítim), a Normandia. En aquesta història relata els seus records com una confessió commovedora. Pinta el seu retrat i confessa els seus estats d'ànim, sense falsa modèstia, i fins i tot amb una mica de talent, tintat d'egoisme. Encara llegides avui, les seves memòries són un testimoni important i, després de tot, únic, de la vida d'una dona al segle xvii, presonera de la seva educació i el seu rang; allà on els altres memorialistes diuen el que han experimentat, ella diu que sentia.
Un famós episodi de la seva vida és la seva aventura, des de 1670, a l'edat de 43 anys, amb Lauzun, un cavaller gascó, petimetre i voluble, sis anys més jove, que la va festejar assíduament. El rei va prohibir el matrimoni i va fer tancar al pretendent durant deu anys a la ciutadella de Pinerolo. Per fer-lo sortir, la Gran Mademoiselle va haver de donar algunes propietats, principalment terres (el comtat d'Eu, el principat de Dombes i la baronia de Beaujolais) al fill natural de Lluís XIV, Lluís August duc del Maine. Es va casar en secret amb Lauzun - aquest fet encara es posa en dubte avui dia - però no fou feliç. Lauzun aviat es va cansar d'ella - si no fou ella la que es va cansar d'ell - i va reprendre la seva carrera de cortesà ambiciós i seductor empedreït.
A la seva mort el 1693 els seus béns van passar a la corona i en part cedits a Felip de França, le Monsieur, fill del rei Lluís XIII de França.

## Enterrament
Està enterrada al panteó dels Borbons a l'església de l'abadia de Saint-Denis. La seva tomba, com la de tots els reis, prínceps i dignataris reposant en aquest lloc, fou profanada pels revolucionaris el 15 d'octubre de 1793, exactament cent anys després de la seva mort, tot i que era adorada pels parisencs.

## Títols
La Gran Mademoiselle tenia nombrosos títols, terres i senyories. Aquests són els que es coneixen:
- Primera Princesa de la Sang i neta de França (rang creat per Lluís XIII sota pressió de Gastó)
- Primer par i primera senyoreta de França
- Duquessa de Montpensier i Par (1627)
- Par i duquessa de Châtellerault (1627)
- Duquessa d'Aumale i Par (1686-1686)
- Duquessa de Saint-Fargeau (1627-1681), aquest ducat fou donat a Lauzun i venut el 1713 a La Pelletier (Saint-Fargeau)
- Princesa Sobirana de Dombes (1627-1681), principat donat al duc de Maine, bescanviat el 1762 amb Lluís XV
- Princesa de Luc (1627)
- Princesa de La Roche-sur-Yon (1627)
- Princesa de Joinville (1627-1689)
- Delfina d'Alvèrnia (1627)
- Marquesa de Mezières (1627-1669) marquesat venut a Isaac Bartet per 180.000 lliures
- Par i comtessa d'Eu (primer par de França en aquest temps) (1657-1681), comtat cedit a Lluís August, duc del Maine
- Comtessa de Forès
- Comtessa de Mortain
- Comtessa de Bar-sur-Seine
- Vescomtessa de Bresse
- Vescomtessa d'Auge
- Vescomtessa de Domfront
- Baronessa dama de Beaujeu i Beaujolais
- Baronessa de Montaigut-en-Combraille i dama del país de Combrailles
- Baronessa de Roche-en-Régnier
- Baronessa de Thiers (Puy-de-Dôme) a Alvèrnia
- Baronessa de Cuverville
- Dama de Champigny-sur-Veude (1627-1635, bescanviada 1635-1656, altre cop 1656-1693) i Bois-le-Vicomte (intercanvi: 1635-1656)
- Dama d'Argenton (-sur-Creuse des de 1958), Aigurande, Cluys (Indre) i Le Châtelet (Cher)
- Dama de Choisy-sur-Seine (1678), Sainte-Sévère, Écolle (Ercole?).

La duquessa de Montpensier tenia dret a França a ser tractada d'Altesa Sereníssima, per la seva posició com la primera princesa de la Sang de França, també podia reclamar el mateix tractament (o el seu equivalent Durchlaut) en el Sacre Imperi, pel seu títol de princesa del principat sobirà de Dombes (Fürstentum) part del Sacre Imperi. El tractament Altesa Reial no se li donarà al primer príncep de la sang fins al regnat de Carles X, quan es va establir a favor del duc d'Orleans, més tard rei Lluís Felip I de França.
Com la neta de França i, per tant, neta del rei, portava el títol d'Altesa Reial. El seu nom oficial de la cort era també "SAR Senyoreta".